# Stara Pawłówka
Stara Pawłówka – wieś w Polsce położona w województwie podlaskim, w powiecie suwalskim, w gminie Przerośl.
| SIMC    | Nazwa         | Rodzaj    |
| ------- | ------------- | --------- |
| 0766021 | Pawłówka Mała | część wsi |

Do 1954 roku miejscowość należała do gminy Pawłówka. W latach 1975–1998 miejscowość administracyjnie należała do województwa suwalskiego.